# RNCニュースプラス1
『RNCニュースプラス1』（アールエヌシーニュースプラスワン）は、1988年4月4日から1992年4月3日まで西日本放送（RNCテレビ）で放送されていたローカルニュース・コンプレックス番組。（『NNNニュースプラス1』の香川県・岡山県ローカルパート）

## 放送時間
いずれも日本標準時。
- 月曜 - 金曜 18:30 - 19:00（1988年4月4日 - 1992年4月3日）

## 出演者
- 小野修一
- 鴨居真理子（RNCアナウンサー）